# Rudolf Ludwig Meyer-Dür
Rudolf Ludwig Meyer-Dür (12 de agosto de 1812; Burgdorf, Suiza-2 de marzo de 1885; Zúrich, Suiza) fue un entomólogo suizo especializado en chinches, ortópteros (grillos y langostas) y neurópteros. Fue miembro fundador de la Sociedad Entomológica Suiza (Société Entomologique Suisse).
Durante la mayor parte de su vida vivió en Burgdorf y centró su trabajo en el conocimiento de los insectos de Suiza. Sin embargo, en 1859 acompañó a Jules Pictet en un viaje a España, con el propósito de colectar especímenes. De la misma forma, también colectó en el sur de Francia.
Los especímenes de insectos recolectados por Meyer-Dür están dispuestos de diversas formas en el Museo de Zoología Comparada de Cambridge, Massachusetts, el Museo Estatal de Zoología, en Dresde, el Museo de Historia Natural de Berna, el Museo de Zoología de la Universidad de Zúrich y el Museo Americano de Historia Natural, en Nueva York.

## Obras
Este es un listado parcial de las obras de Meyer-Dür:
- Meyer-Dür, LR, 1843 Verzeichnis der in der Schweiz einhimischen Rhynchoten (Hemiptera Linn. ) . Erstes Heft. La familia der Capsini. Jent und Gassmann, Solothurn. X + 11–116 + IV págs., 7 láminas.
- Meyer-Dür, LR, 1870 Hemipterologisches. Zwei neue Capsiden nebst Bemerkungen über die Gruppe der grunen Lygus Arten. Mitteilungen der Schweizerischen Entomologischen Gesellschaft 3: 206–210.
- Meyer-Dur, LR 1871. Muere Psylloden. Mittheilungen der Schweizer entomologischen Gesellschaft 3: 377–406.